# Tom Hulce
Thomas Edward "Tom" Hulce (/Hʊls/; født 6. december 1953) er en amerikansk skuespiller og teaterproducent.
Som skuespiller er han kendt for sit portræt af Wolfgang Amadeus Mozart i filmen Amadeus og hans rolle som "Pinto" i Delta-kliken. Yderligere æresbevisninger som skuespiller omfatter i alt fire Golden Globe nomineringer, en Emmy Award- og Tony Award-nominering. Hulce lod sig trak sig tilbage fra skuespillet  som skuespiller i midten af 1990'erne for at fokusere instruktion og produktion af teater arrangementer. I 2007 vandt han en Tony Award som den største producent af Broadway Musical Spring Awakening.

## Filmografi

### Film
| År   | Tittel                               | Rolle                            | Noter |
| ---- | ------------------------------------ | -------------------------------- | --- |
| 1977 | September 30, 1955                   | Hanley                           | |
| 1978 | Animal House                         | Lawrence "Pinto" Kroger          | |
| 1980 | Those Lips, Those Eyes               | Artie Shoemaker                  | |
| 1984 | Amadeus                              | Wolfgang Amadeus Mozart          | - Nomineret — Oscar for bedste mandlige hovedrolle - Nomineret — Golden Globe Award for Best Actor – Motion Picture Drama |
| 1986 | Echo Park                            | Jonathan                         | |
| 1987 | Slam Dance                           | C.C. Drood                       | |
| 1988 | Dominick and Eugene                  | Dominick "Nicky" Luciano         | Nomineret — Golden Globe Award for Best Actor – Motion Picture Drama                                                      |
| 1988 | Shadow Man                           | David Rubenstin / The Shadow Man | |
| 1989 | Hele den pukkelryggede familie       | Lawrence "Larry" Buckman         | |
| 1989 | Black Rainbow                        | Gary Wallace                     | |
| 1991 | Inderkredsen                         | Ivan Sanshin                     | |
| 1993 | Fearless                             | Steven Brillstein                | |
| 1994 | Mary Shelley's Frankenstein          | Henry Clerval                    | |
| 1995 | Wings of Courage                     | Antoine de Saint-Exupéry         | |
| 1996 | Klokkeren fra Notre Dame             | Quasimodo                        | Stemme Nomineret — Annie Award for Best Achievement in Voice Acting                                                       |
| 2002 | Klokkeren fra Notre Dame 2           | Quasimodo                        | Stemme Direkte-til-DVD |
| 2004 | A Home at the End of the World       |                                  | Producer |
| 2006 | Stranger than Fiction                | Dr. Cayly                        | |
| 2008 | Jumper                               | Mr. Bowker                       | |
| 2009 | Kyle Riabko: The Lead                | Sig selv                         | Dokumentar |
| 2018 | The Seagull                          | N/A                              | Producer |
| 2022 | Spring Awakening: Those You've Known | Self                             | Producer Dokumentar |
| 2023 | Once Upon a Studio                   | Quasimodo                        | Stemme Kortfilm |